# Sino-Tibetaanse vrede (730)
De  Sino-Tibetaanse vrede van 730  was een verdrag tussen het Tibetaanse rijk en de Chinese Tang-dynastie. Het beëindigde een aantal vijandelijkheden in betwist gebied in het westen van Turkestan.  
In de tweede helft van de zevende eeuw had  de expansie van het Tibetaanse rijk zich met een grote snelheid voltrokken.  Rond 670 waren het gebied rond Kashgar en stadstaten als Khotan en Kucha veroverd. Het kanaat van de Westelijke Turken, een van de opvolgers van het rijk van de Göktürken was tot een Tibetaanse vazalstaat gemaakt.
In de eerste helft van de achtste eeuw verplaatste de strijd tussen het Tibetaanse rijk en het China van de Tang-dynastie zich naar het westelijk gelegen deel van de Zijderoute en omringende gebieden. Vanaf 715 mengden zich ook andere groeperingen en partijen in die strijd, als de Arabieren, de Türgesh, een confederatie van Turkstalige volksstammen, de Karlukken en later de Oeigoeren.
Er was sprake van  voortdurend wisselende coalitievorming tussen deze groepen. In 730 vond een gezamenlijke veldtocht plaats van Tibetanen en Türgesh in het westelijk deel van Turkestan. Die veldtocht had tot doel de opnieuw groeiende invloed van de Tang-dynastie in de regio van de Pamir te neutraliseren. De veldtocht had enig succes. Een voorstel voor een verdrag van het Tibetaanse rijk en de Türgesh werd door de  Tang-keizer Xuanzong geaccepteerd.  De essentie van het verdrag was, dat alle partijen het grondgebied dat zij op dat moment bezaten konden behouden. 
In 737 verbrak het Tibetaanse rijk de vrede in een poging zijn invloedssfeer in de Pamir toch verder uit te breiden. 